# Lamure-sur-Azergues
Lamure-sur-Azergues là một xã thuộc tỉnh Rhône trong vùng Auvergne-Rhône-Alpes phía đông nước Pháp. Xã này nằm ở khu vực có độ cao trung bình 383 mét trên mực nước biển.